# 冠蜡嘴鹀
冠蜡嘴鹀（Paroaria coronata），又名冠蠟嘴鵐、红冠雀，是一種唐納雀。牠們以往被分類在鵐科中，但卻並非接近鵐科。牠們分佈在北阿根廷、玻利維亞、南巴西、巴拉圭及烏拉圭。牠們也分佈在潘塔納爾濕地南部，並入侵到夏威夷及波多黎各。牠們棲息在亞熱帶或熱帶的乾旱叢林及已嚴重破壞的森林。

## 分類
1776年，英國插畫家約翰·弗雷德里克·米勒在他的《動植物圖誌》（Icones animalium et plantarum）中加入了紅冠臘嘴雀的手繪彩圖，並創造了雙名法名稱Loxia coronata。 其模式產地後來被指定為巴西南部的南里奧格蘭德州。 紅冠臘嘴雀目前是六個歸入於法國博物學家夏爾·呂西安·波拿巴1832年創建的臘嘴鵐屬（Paroaria）中的一員。此物種為單型，即不分亞種。 屬名源自已滅絕的圖皮語中對一種小型黃紅灰鳥類「Tiéguacú paroára」Tiéguacú paroára的稱呼。種小名coronata來自拉丁語，意為「冠冕」。

## 描述
紅冠臘嘴雀屬於中等體型鳥類，具有紅色頭部、紅色胸圍和短小的紅冠羽，當牠興奮時會豎起。腹部、胸部和尾下覆羽為白色，背部、翅膀和尾部呈灰色，翅膀覆羽為灰色，而初級飛羽、次級飛羽和尾羽則為深灰色。幼鳥與成鳥相似，但頭部和胸圍為暗棕橙色。
此物種與其近親紅冕紅蠟嘴雀（P. dominicana）極為相似，也與黃嘴蠟嘴鵐（P. capitata）相似，但後者喉部為黑色，背部顏色較深且喙為鮮黃色。

## 分布與棲地
此物種主要分布於巴西的南里奧格蘭德州、潘塔納爾南部、阿根廷北部、玻利維亞、巴拉圭和烏拉圭。 此外，也被引入至夏威夷、波多黎各和智利。在巴西，牠已被引入至歷史範圍外的多個地點，如聖保羅的Tietê生態公園。
其自然棲地為亞熱帶或熱帶乾燥灌木叢，以及高度退化的過去森林，棲息高度可達海拔500（1,600英尺）。 紅冠臘嘴雀經常出現在靠近河流、沼澤和湖泊的地區。

## 行為與生態

### 食物與覓食
此物種主要以種子（如虎尾草、Eleusine tristachya、莠狗尾草及Spergula villosa）、水果（如Celtis tala、Grabowskia duplicata、Holmbergia tweedii、白桑和Sapium haematospermum）、昆蟲和小型節肢動物為食，通常成對或小群在地面上尋找食物。 平均壽命約為3.8年。

## 圖片集

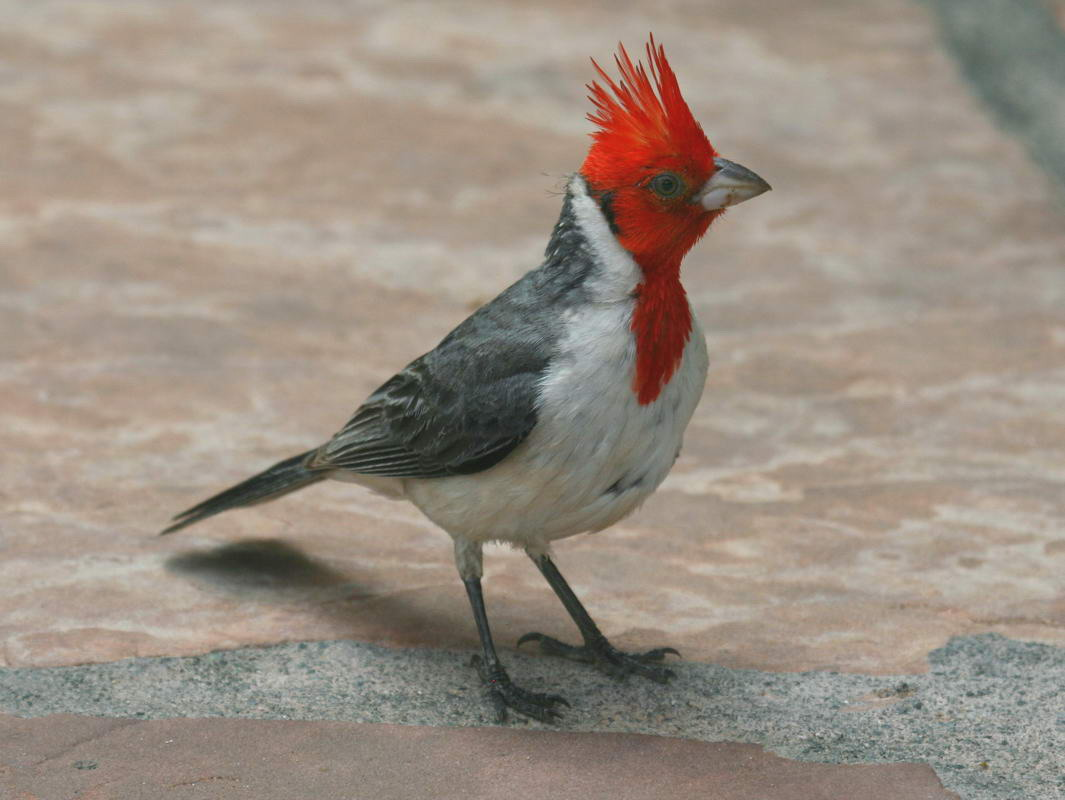
完全豎起的冠羽 - 夏威夷茂宜島
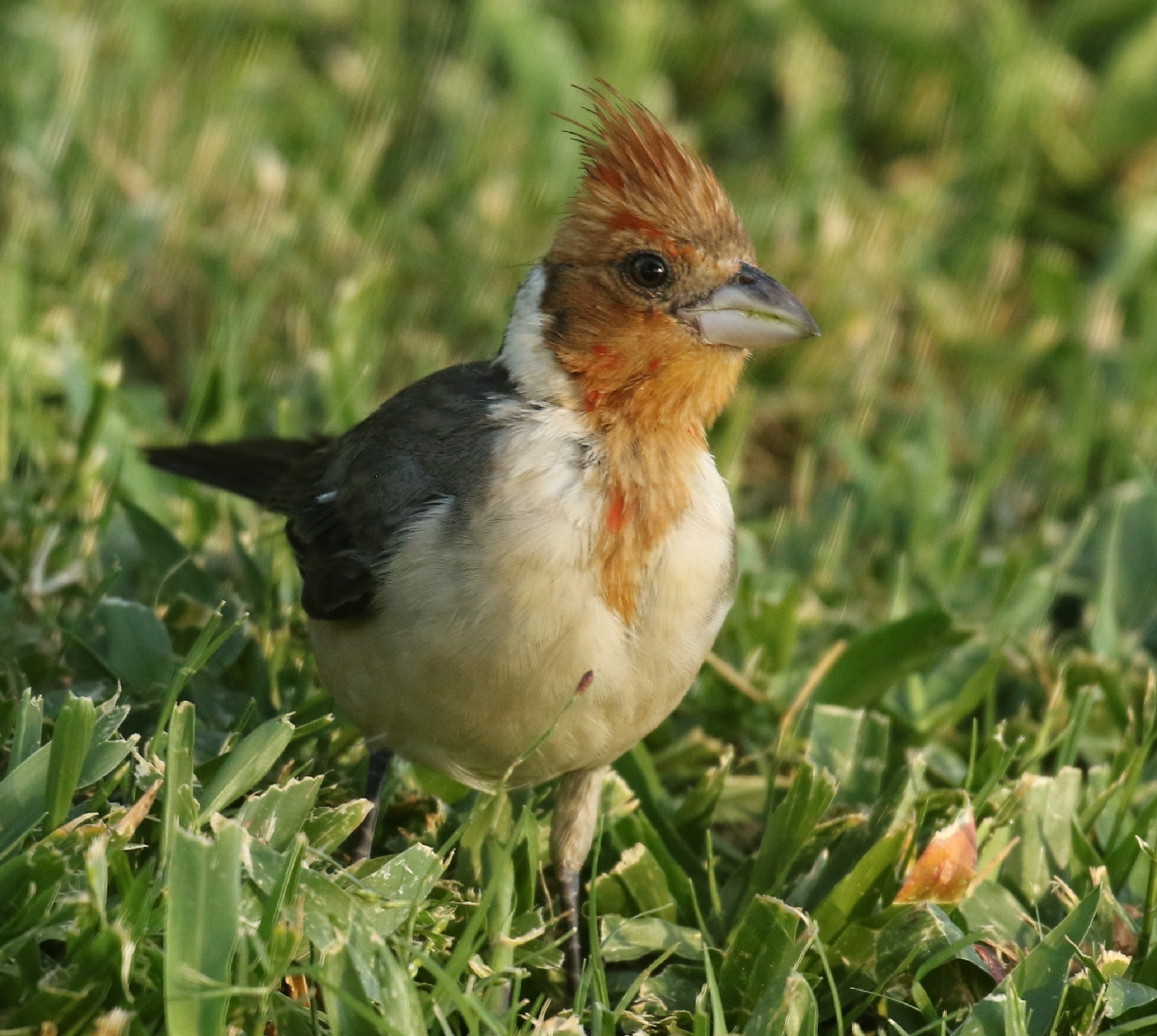
亞成鳥 - 夏威夷歐胡島卡皮奧拉尼公園
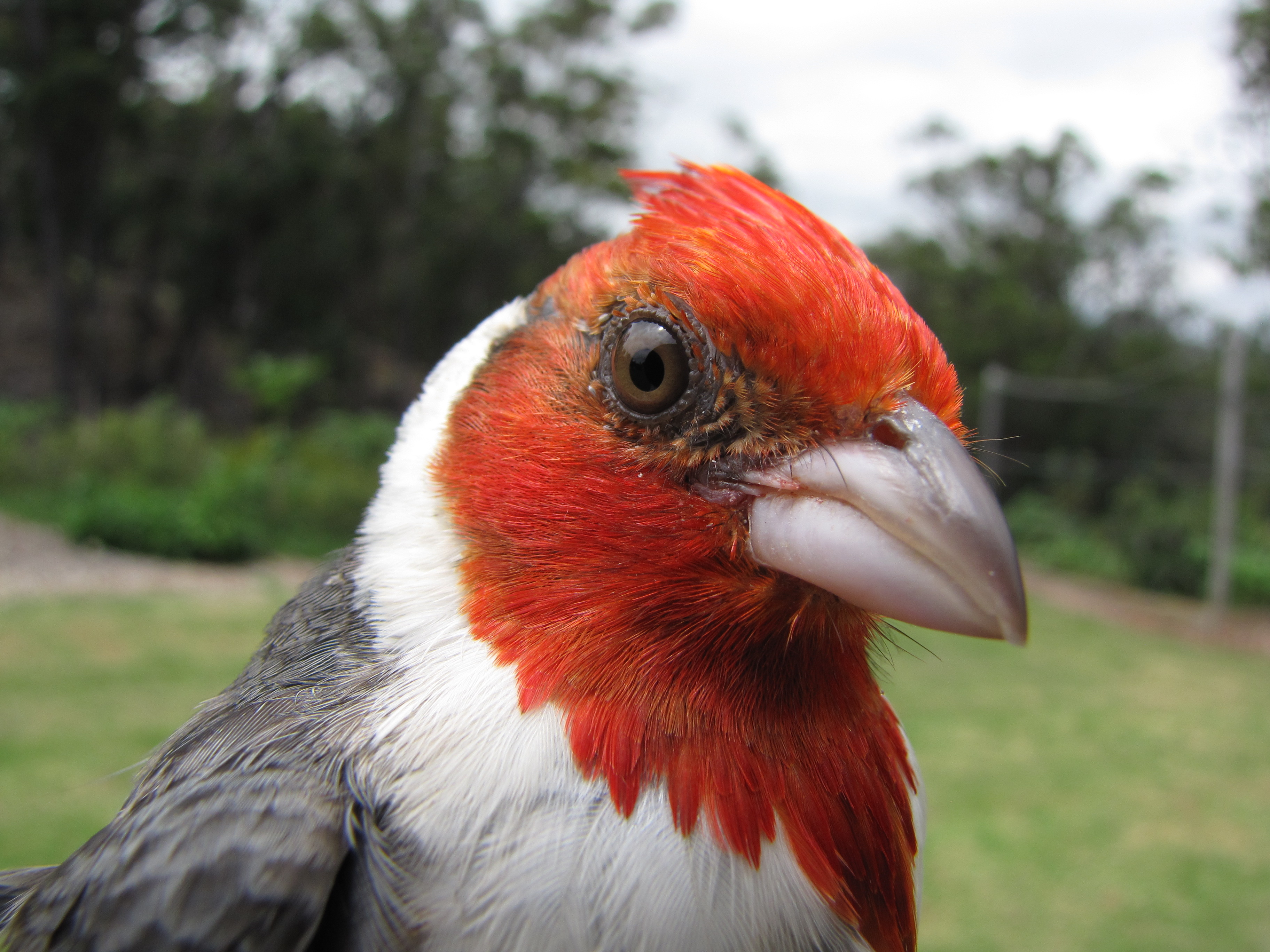
特寫
- 影片片段

## 保育狀況
其被列為《瀕危野生動植物種國際貿易公約》附錄二的物種，被限制出口及貿易。

## 外部連結
- Red-crested Cardinal videos （页面存档备份，存于） on the Internet Bird Collection
- Stamps （页面存档备份，存于） (for Argentina, Brazil, Uruguay) with RangeMap
- Red-crested Cardinal photo gallery （页面存档备份，存于） VIREO